# Nedre Malmen
Nedre Malmen är en sjö i Katrineholms kommun i Södermanland och ingår i Nyköpingsåns huvudavrinningsområde. Sjön har en area på 0,333 kvadratkilometer och ligger 41 meter över havet. Sjön avvattnas av vattendraget Värnaån.

## Delavrinningsområde
Nedre Malmen ingår i det delavrinningsområde (654601-152596) som SMHI kallar för Utloppet av Nedre Malmen. Medelhöjden är 59 meter över havet och ytan är 17,07 kvadratkilometer. Det finns ett avrinningsområde uppströms, och räknas det in blir den ackumulerade arean 25,74 kvadratkilometer. Värnaån som avvattnar avrinningsområdet har biflödesordning 4, vilket innebär att vattnet flödar genom totalt 4 vattendrag innan det når havet efter 71 kilometer. Avrinningsområdet består mestadels av skog (71 procent) och jordbruk (12 procent). Avrinningsområdet har 0,87 kvadratkilometer vattenytor vilket ger det en sjöprocent på 5,1 procent.